# Cristaria argyliifolia
Cristaria argyliifolia är en malvaväxtart som beskrevs av Rodolfo Amando Philippi. Cristaria argyliifolia ingår i släktet Cristaria och familjen malvaväxter. Inga underarter finns listade i Catalogue of Life.